# Скьявио, Анджело
А́нджело Скья́вио (итал. Angelo Schiavio; 15 октября 1905, Болонья — 17 сентября 1990, Болонья) — итальянский футболист, нападающий. Чемпион мира 1934.

## Биография

### Клуб
Скьявио дебютировал в основном составе Болоньи в сезоне 1922/23, сыграв 6 игр и забив 6 мячей. В то время итальянская лига была разделена на несколько разных региональных групп. В 1925 году Болонья выиграла первый чемпионский титул в своей истории. Скьявио отметился 16 голами в 27 матчах. Последним сезоном, проходившим по старой схеме, стал 1928/29. Болонья выиграла свой второй титул, а Скьявио забил 30 голов в 26 играх.
Сезон 1929/30 стал рождением Серии А. Свою первую игру в Серии А Скьявио сыграл в гостях против Лацио 6 октября 1929 года, в которой его команда проиграла со счётом 3:0. Первый гол в Серии А он забил 13 ноября в домашнем матче против «Триестины», поединок завершился вничью 2:2. В сезоне 1931/32 он забил 25 мячей и стал лучшим бомбардиром национального первенства. В 1936 и 1937 годах, Болонья выиграла ещё два Скудетто, но Скьявио сыграл всего лишь в двух матчах. Последним сезоном для Скьявио стал сезон 1938/39, в котором он провёл всего 6 игр и не забил ни одного гола.
В общей сложности Скьявио отыграл в Болонье 15 сезонов, забив рекордные для клуба 244 гола.

### Сборная Италии
В сборной Италии Скьявио дебютировал в 1925 году, когда ему было 20 лет. В победном матче против Югославии 2:1 в Падове, забил оба гола. Он принимал участие на Олимпийских играх 1928 года и помог сборной завоевать бронзовые медали, забив 4 гола в 4 играх.
На чемпионате мира 1934 года в Италии Скьявио забил 4 гола, 3 из которых пришлись на матч против США, закончившегося разгромом заокеанских соперников со счётом 7:1. В финале Скьявио забил победный гол в дополнительное время против сборной Чехословакии.
Всего на счету Скьявио 15 голов за национальную сборную в 21 встрече.

## Интересные факты
- Скьявио забил победный гол в финале ЧМ-1934. Так случилось, что он стал последним голом Скьявио за сборную.
- В матче против США на ЧМ-1934, окончившемся со счётом 7:1 в пользу Италии, Скьявио забил сотый гол в истории чемпионатов мира. Это был третий гол из хет-трика, которым он отметился в этом матче.

## Статистика выступлений
| Клуб             | Сезон            | Лига | Лига | Кубок Италии | Кубок Италии | Кубок Митропы | Кубок Митропы | Прочие | Прочие | Итого | Итого |
| Клуб             | Сезон            | Игры | Голы | Игры         | Голы         | Игры          | Голы          | Игры   | Голы   | Игры  | Голы  |
| ---------------- | ---------------- | ---- | ---- | ------------ | ------------ | ------------- | ------------- | ------ | ------ | ----- | ----- |
| Болонья          | 1922/23          | 11   | 6    | -            | -            | -             | -             | 0      | 0      | 11    | 6     |
| Болонья          | 1923/24          | 24   | 16   | -            | -            | -             | -             | 0      | 0      | 24    | 16    |
| Болонья          | 1924/25          | 27   | 16   | -            | -            | -             | -             | 0      | 0      | 27    | 16    |
| Болонья          | 1925/26          | 23   | 26   | -            | -            | -             | -             | 0      | 0      | 23    | 26    |
| Болонья          | 1926/27          | 25   | 15   | 2            | 2            | 0             | 0             | 0      | 0      | 27    | 17    |
| Болонья          | 1927/28          | 30   | 26   | -            | -            | 0             | 0             | 0      | 0      | 30    | 26    |
| Болонья          | 1928/29          | 29   | 29   | -            | -            | 0             | 0             | 0      | 0      | 29    | 29    |
| Болонья          | 1929/30          | 15   | 7    | -            | -            | 0             | 0             | 0      | 0      | 15    | 7     |
| Болонья          | 1930/31          | 21   | 16   | -            | -            | 0             | 0             | 0      | 0      | 21    | 16    |
| Болонья          | 1931/32          | 30   | 24   | -            | -            | 3             | 1             | 0      | 0      | 33    | 25    |
| Болонья          | 1932/33          | 33   | 28   | -            | -            | 0             | 0             | 0      | 0      | 33    | 28    |
| Болонья          | 1933/34          | 19   | 9    | -            | -            | 6             | 4             | 0      | 0      | 25    | 13    |
| Болонья          | 1934/35          | 27   | 13   | -            | -            | 0             | 0             | 0      | 0      | 27    | 13    |
| Болонья          | 1935/36          | 26   | 9    | 1            | 0            | 1             | 1             | 0      | 0      | 28    | 10    |
| Болонья          | 1936/37          | 2    | 2    | 0            | 0            | 2             | 1             | 3      | 2      | 7     | 5     |
| Болонья          | 1937/38          | 6    | 0    | 0            | 0            | 0             | 0             | 0      | 0      | 6     | 0     |
| Всего за карьеру | Всего за карьеру | 348  | 242  | 3            | 2            | 12            | 7             | 3      | 2      | 366   | 253   |